# Siebel Si 201
Die Siebel Si 201, auch Fh 201, war ein Versuchsflugzeug der Siebel Flugzeugwerke für den Langsamflug.

## Entwicklung
Entwickelt wurde das Flugzeug nach einer Ausschreibung des RLM von 1935 für ein zwei- bis dreisitziges Verbindungsflugzeug, das auch zur Nahaufklärung und Artilleriebeobachtung nutzbar sein sollte, von Siebels Entwicklungsleiter Friedrich Fecher als Konkurrenzentwurf zur Fieseler Fi 156 und Messerschmitt Bf 163. Das Flugzeug war ein unkonventioneller Entwurf mit einer viereckig verglasten Kanzel für maximal drei Personen und einem rohrförmigen Leitwerksträger. Der Zugang zum Cockpit erfolgte über eine Tür auf der rechten Seite. Die leicht gepfeilten, abgestrebten Tragflächen in Schulterdeckeranordnung hatten Fowlerklappen und Schlitzflügel, der Motor befand sich darüber in einer Gondel und trieb einen Druckpropeller an. Das Fahrwerk wurde als starres Normalfahrwerk mit Schleifsporn ausgeführt.
Im September 1935 erteilte das RLM den Auftrag zum Bau einer Attrappe des als Projekt FWH mit As 10 C bezeichneten Entwurfs, die bis Januar des Folgejahres besichtigungsfertig sein sollte. Weiterhin sollten eine Bruchzelle und drei Versuchsmuster hergestellt werden. Gebaut wurden aber nur zwei Prototypen. Der erste mit der Werknummer 748 und Vierblatt-Luftschraube wurde als D–IYVN registriert und je nach Quelle am 30. Juli 1937 oder Anfang 1938 durch Siebels Cheftestpilot Wolfgang Ziese eingeflogen. Bei der Erprobung trat im unteren Geschwindigkeitsbereich ein Flattern des Hecks auf. Das zweite Exemplar mit der Werknummer 749 und dem Kennzeichen D–IWHL erhielt deshalb eine dreiblättrige Luftschraube, stärker gepfeilte Tragflächen und ein vereinfachtes Landehilfensystem, was aber nicht zur gewünschten Verbesserung der Flugeigenschaften führte. Nachdem Ernst Udet die Si 201 geflogen und sich negativ über sie geäußert hatte, wurde das Projekt zugunsten der Fi 156 eingestellt. Eine eventuelle Verwendung als Bordflugzeug wurde von der Kriegsmarine geprüft, aber nicht realisiert.

## Technische Daten

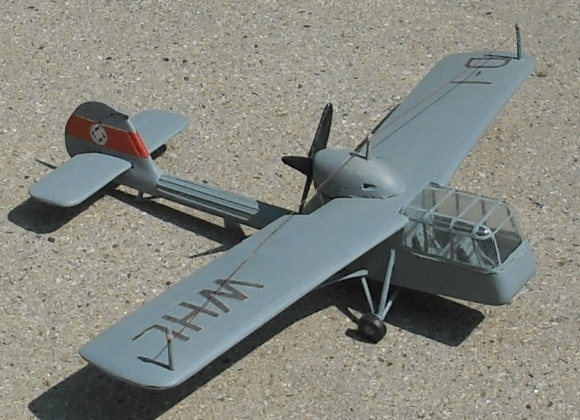
Modell des zweiten Prototyps

| Kenngröße             | Daten                                     |
| --------------------- | ----------------------------------------- |
| Besatzung             | 2–3                                       |
| Länge                 | 10,40 m (10,60 mit beigeklappten Flächen) |
| Spannweite            | 16,00 m                                   |
| Breite                | 5,20 m mit beigeklappten Flächen          |
| Höhe                  | 3,4 m                                     |
| Flügelfläche          | 31,0 m²                                   |
| Flügelstreckung       | 6,3                                       |
| Flächenbelastung      | 41,0 kg/m²                                |
| Leistungsbelastung    | 5,3 kg/PS                                 |
| Leermasse             | 1120 kg                                   |
| max. Startmasse       | 1440 kg                                   |
| Triebwerk             | ein Argus As 10C                          |
| Startleistung         | 240 PS (177 kW)                           |
| Höchstgeschwindigkeit | 185 km/h                                  |
| Marschgeschwindigkeit | 150 km/h                                  |
| Steiggeschwindigkeit  | 252 m/min                                 |
| Steigzeit             | 4,5 min auf 1000 m Höhe                   |
| Dienstgipfelhöhe      | 5500 m                                    |
| Reichweite            | 450 km                                    |